# Kudoa whippsi
Kudoa whippsi là một loài động vật thân nhớt ký sinh trên cá biển, được phát hiện tại Úc trên 8 loài thuộc họ Cá thia và 1 loài thuộc họ Cá sơn.